# Мігматит
Мігматит (рос. мигматит, англ. migmatite, injector gneiss; нім. Migmatit m) — складна гірська порода, яка виникає внаслідок проникнення магми в ті породи, що вже існували. Складається з метаморфічних гірських порід та переважно гранітного матеріалу.
За хімічними і фізичними властивостями мігматити різноманітні і проміжні між різними метаморфічними і магматичними породами.
Поширені серед метаморфічних комплексів кристалічного фундаменту, де можуть складати великі території. Є в межах Українського щита.

## Класифікація за текстурою
За текстурними ознаками розрізняють:
- смугастий,
- лінзовидно-смугастий,
- очковий,
- метабластичний,
- порфіробластовий,
- брекчієвидний (або агматит(інші мови)).